# María Inés Krimer
María Inés Krimer (Paraná, provincia de Entre Ríos, 8 de junio de 1951) es una escritora argentina.  
En 1968, al finalizar sus estudios secundarios en la Escuela Normal de Paraná, se inscribe en la Universidad Nacional del Litoral, donde egresa con el título de abogada en 1973. Durante la dictadura cívico militar (instaurada como corolario del golpe de Estado perpetrado el 24 de marzo de 1976), se traslada con su familia a la ciudad de Olavarría, donde ejerce su profesión. Desde 1984 hasta 1992 trabajó en la Universidad Nacional del Centro. En 1998 se instala en Buenos Aires para dedicarse a la escritura. Alentada por el Premio del Fondo Nacional de las Artes otorgado a su primera novela "La hija de Singer" en 2002 e influida por su militancia feminista, incursiona en el género negro y publica dos trilogías con investigadoras mujeres como personajes principales. En paralelo, edita otras novelas  y cuentos que figuran en varias antologías. Su obra literaria ha obtenido numerosos premios.

## Obras
- Veterana (1998) Ediciones Florida Blanca, Buenos Aires.
- La hija de Singer (2002) Sudamericana, Buenos Aires.
- El cuerpo de las chicas (2006) Tantalia, Buenos Aires.
- Lo que nosotras sabíamos (2009) Emecé, Buenos Aires.
- Saga de Ruth Epelbaum:
  - Sangre kosher (2009) Aquilina, Buenos Aires. 
    - Sangre Kosher. Ruth Epelbaum und die Zwi Migdal (2014) Diaphanes, Zürich. Traducción de Peter Kultzen.

  - Siliconas express (2013) Ediciones Aquilina, Buenos Aires.
  - Sangre fashion (2015) Ediciones Aquilina, Buenos Aires.
- La inauguración (2011) Editorial El Ateneo, Buenos Aires.
- Saga Marcia Meyer:
  - Noxa (2017) Revólver, Buenos Aires.
  - Cupo [1] (2019) Revólver, Buenos Aires.
  - Fin de temporada (2022) Revólver, Buenos Aires.
- Papeles de Ana [2] (2021) Obloshka, Buenos Aires.

## Premios
- Premio del Fondo Nacional de las Artes (2002), por La hija de Singer.[3]
- Finalista del Premio Clarín de Novela (2008).
- Premio Emecé (2009), por la novela Lo que nosotras sabíamos.[4][5][6]
- Premio Letra Sur (2011), por La inauguración.[7]
- Finalista en Premio Hammet (ediciones 2017, 2019 y 2022), por saga Marcia Meyer. [8]